# Pior que Sinto Falta
"Pior que Sinto Falta" é uma canção gravada pela cantora e compositora brasileira Lexa para seu álbum de estreia, Disponível (2015). A faixa foi lançada como quarto single oficial do álbum no dia 26 de outubro de 2015 juntamente com seu videoclipe.

## Videoclipe
Diferente dos outros, o vídeo lyric de "Pior Que Sinto Falta", apresentado em P&B, é estrelado pelos fãs da cantora, que mandaram seus vídeos realizando um cover da canção. O videoclipe da canção é completamente diferente dos videoclipes anteriormente lançados por Lexa, pois este trás uma narrativa, uma história, onde Lexa interpreta uma pianista. Para ser seu par romântico no videoclipe, Lexa chamou o modelo Guilherme Paiva, que também é amigo da cantora.

## Desempenho nas tabelas musicais
| Tabela musical (2016)                     | Melhor posição |
| ----------------------------------------- | -------------- |
| Brasil (Billboard Brasil Hot 100 Airplay) | 40             |